# Stilobezzia tenebrosa
Stilobezzia tenebrosa är en tvåvingeart som beskrevs av John William Scott Macfie 1933. Stilobezzia tenebrosa ingår i släktet Stilobezzia och familjen svidknott. Inga underarter finns listade i Catalogue of Life.